# Oneirodes heteronema
Oneirodes heteronema es una especie de pez del género Oneirodes, familia Oneirodidae, orden Lophiiformes. Fue descrita científicamente por Regan & Trewavas en 1932.
Especie inofensiva para el ser humano. Puede alcanzar los 1250 metros de profundidad.

## Descripción
Su longitud estándar es de 11,9 centímetros.

## Distribución
Se distribuye por Chile.